# Tripterospermum lilungshanensis
Tripterospermum lilungshanensis là một loài thực vật có hoa trong họ Long đởm. Loài này được C.H. Chen & J.C.Wang mô tả khoa học đầu tiên năm 2006.